# Auburndale (Florida)
Auburndale is een plaats (city) in de Amerikaanse staat Florida, en valt bestuurlijk gezien onder Polk County.

## Demografie
Bij de volkstelling in 2000 werd het aantal inwoners vastgesteld op 11.032.
In 2006 is het aantal inwoners door het United States Census Bureau geschat op 13.038, een stijging van 2006 (18,2%).

## Geografie
Volgens het United States Census Bureau beslaat de plaats een oppervlakte van
24,1 km², waarvan 13,5 km² land en 10,6 km² water. Auburndale ligt op ongeveer 44 m boven zeeniveau.

## Plaatsen in de nabije omgeving
De onderstaande figuur toont nabijgelegen plaatsen in een straal van 16 km rond Auburndale.